# N-iX
N-iX (ен-ікс) — міжнародна ІТ компанія, заснована в Україні.
За 2016—2019 компанія виросла на 331 % і потрапила до рейтингових списків Inc. 5000 Europe та Software 500. Вже восьмий рік поспіль N-iX визнано однією зі 100 найкращих аутсорсингових компаній світу за версією IAOP.

## Історія
Андрій Павлів з партнерами Дмитром Косаревим і Вернером Ріхардом Крайнером заснували компанію у Львові в серпні 2002 року як стартап під іменем NovelliX (комбінація слів Novell і Linux). Компанія займалась розробкою продуктів Novell під ОС Linux. Їхня діяльність привернула увагу компанії Novell. У результаті 2003 року Novell придбала продукт, розроблений NovelliX, стала першим партнером компанії, ребрендованої зі стартапа в провайдера послуг розробки програмного забезпечення N-iX.

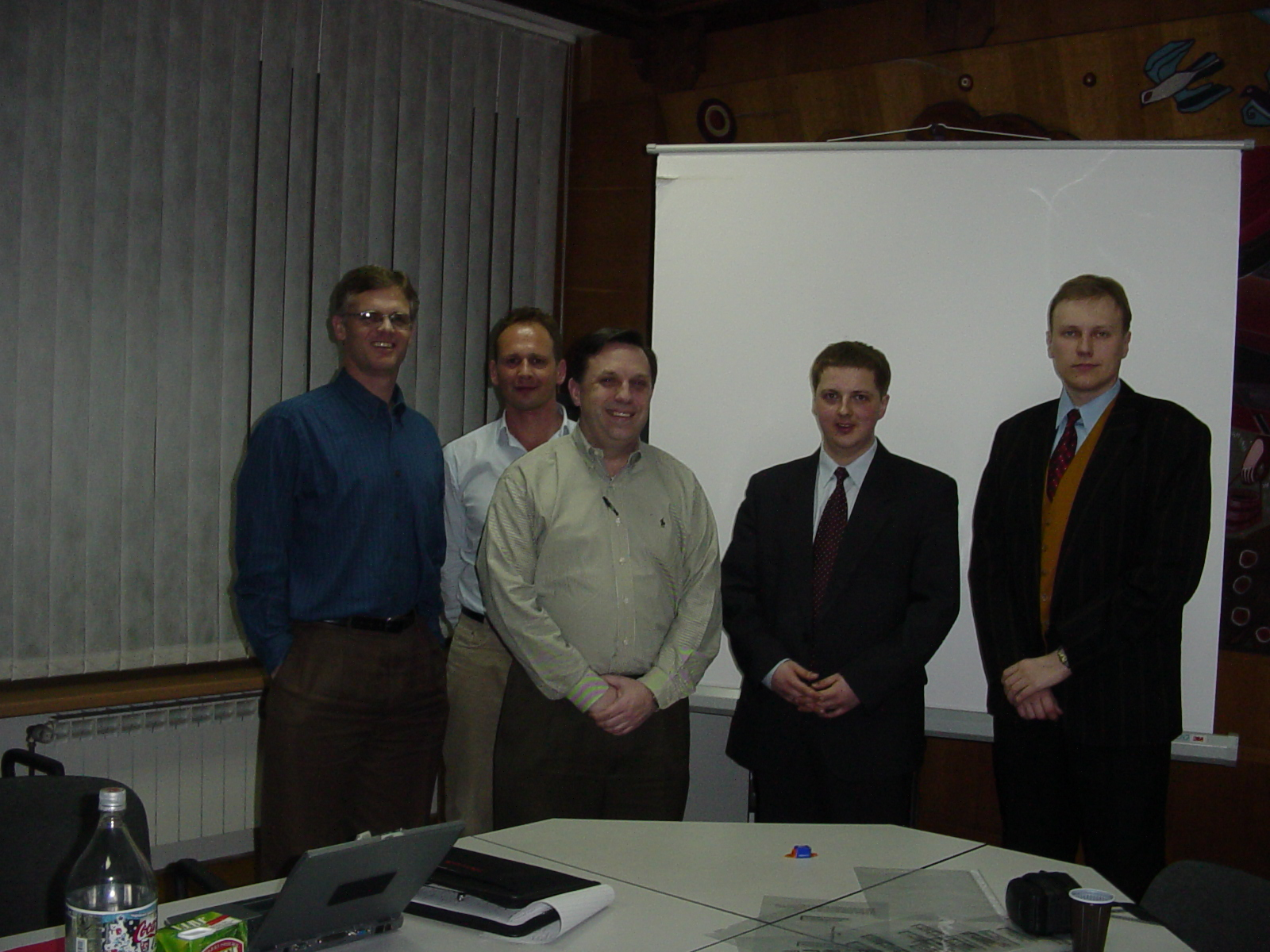
Зустріч NovelliX і Novell 2003 року

За рекомендацією Novell, 2005 року StreamServe починає співробітництво з N-iX. Це переростає в довгострокове партнерство. Щобільше, коли 2010 року StreamServe придбала канадійська компанія OpenText, то співробітництво продовжилося, а N-iX стала партнером OpenText, найбільшого в Канаді розробника програмного забезпечення, відтак в N-iX вже понад десять років працює автономний напрям технічного консалтингу для продуктів компанії OpenText. 2015 року плідність співробітництва підтверджується офіційно — N-iX стає авторизованим партнером компанії (OpenText Partner) й продовжує співпрацювати в новому форматі відносин. 

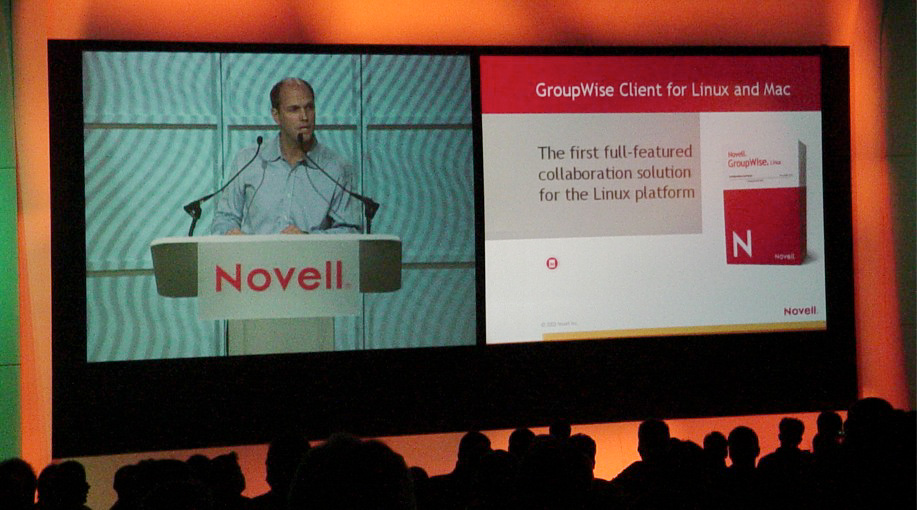
Віце-президент Novell Кріс Стоун презентує продукт, розроблений NovelliX.

2012 року в компанії зародилася N-iX Game & VR Development Studio — осібна одиниця всередині компанії, яка розробляє ігри, ігровий дизайн і застосунки віртуальної й доповненої реальності. Серед клієнтів N-iX Game & VR Studio такі компанії як Paradox Development Studio, MindArk, Silicon Studio, Adverty.
2014 року N-iX інвестує у бізнес-розвиток і починає стрімко рости. Вже 2016 року компанія співпрацювала з 500 розробників програмного забезпечення. За даними Inc. 5000 Europe, у період 2014—2017 N-iX виросла на більш ніж 331 %.
2017 року N-iX стала першою українською компанією, яка увійшла у список Software 500 — глобальний рейтинг найкращих компаній світу, що займаються розробкою програмного забезпечення.
Станом на 2022 рік, N-iX працює з клієнтами з 21 країни світу: США, Канади, Британії, Німеччини, Швеції, Норвегії, Швейцарії, Японії, Австралії та інших.

## Офіси та локації
Початково компанія базувалась у Львові, згодом було відкрито офіси в інших містах і країнах. 2009 року відкривається офіс у шведському Мальме. 2015 року компанія запускає розробницький центр у Києві. 2016 було відкрито два офіси: центр розробки у Кракові, Польща, а також офіс у США, у Флориді. Згодом з'явилось і представництво у Валлетті, що на Мальті. Зараз там знаходиться головний офіс компанії. У 2022 році N-iX відкрили офіс у Вроцлаві, Польща, у Софії, Болгарія. На початку 2023 року компанія відкрила офіс у Меделліні, що у Колумбії.

## Партнерства й членства
N-iX — сертифікований партнер таких відомих закордонних технологічних компаній як OpenText, SAP, Microsoft, Google Cloud та Amazon Web Services. З українських спілок — N-iX є членом-засновником львівського ІТ Кластеру, а також входить в національну спілку Асоціація "IT Ukraine". N-iX є членом низки комерційно-дипломатичних організацій і спілок: American Chamber of Commerce in Ukraine, European Business Association, British-Ukrainian Chamber of Commerce, Norwegian-Ukrainian Chamber of Commerce, Canada Ukraine Chamber of Commerce.
N-iX сертифікована за стандартами ISO — у категоріях 9001 (системи управління якістю) і 27001 (системи управління інформаційною безпекою). Також компанія здобула сертифікат PCI DSS Compliance, який підтверджує безпеку банківських транзакцій в межах N-iX і проєктів, над якими працює компанія. У 2021 році компанія пройшла сертифікацію для банківської сфери Hellios Financial Services Qualification System (FSQS).

## Клієнти
Інженери N-iX працюють на проєктах з найрізноманітніших сфер, а клієнти є лідерами в своїй галузі. Серед найвизначніших:
- Lebara — оператор мобільного зв'язку в Європі[18];
- AVL — компанія у галузі технологій мобільності для розробки, моделювання та тестування в автомобільній промисловості та інших секторах[19];
- Fluke — розробник і виробник електронних контрольно-вимірювальних приладів зі Сполучених Штатів[20];
- GoGo — провайдер зв'язку для корпоративних та службових авіасполучень.

## Соціальна корпоративна відповідальність
Як один із засновників Lviv IT Cluster компанія бере участь у розвитку спільноти, проводить хакатони Garage48 та інші освітні, благодійні й бізнесові заходи, є співорганізатором і партнером IT Arena — найбільшої технологічної конференції у Східній Європі.
Один з заходів 2018 року, який N-iX організовувала спільно з естонською організацією Garage 48 — Empowering Women Hackathon — мав на меті надихнути жінок в ІТ. Хакатон упорався з завданням — більшість учасників складали жінки й дівчата, зокрема не з ІТ-сфери.
З 2018 року за досягнення в програмах соціальної корпоративної відповідальності асоціація IAOP відзначає N-iX зіркою (distinguishing star).

## Нагороди й відзнаки
| Нагорода, або відзнака                            | Рік  | Опис |
| ------------------------------------------------- | ---- | --- |
| Global Outsourcing 100                            | 2018 | Щорічний підсумок 100 найкращих компаній, які займаються аутсорсингом.                                                              |
| Inc. 5000 Europe                                  | 2018 | Список найбільших і найдинамічніших компаній у Європі.                                                                              |
| Software 500                                      | 2017 | Список з 500 «золотими» компаніями, які займаються розробкою програмного забезпечення                                               |
| Global Outsourcing 100                            | 2017 | Щорічний підсумок 100 найкращих компаній, які займаються аутсорсингом.                                                              |
| Top IT Outsourcing Companies                      | 2017 | Список від B2B мережі Clutch, що перелічує найкращі компанії, котрі займаються аутсорсингом.                                        |
| Clutch Top Web and Software Developers in Ukraine | 2017 | Список від B2B мережі Clutch, що перелічує найкращі компанії України, що займаються розробкою програмного забезпечення й вебсайтів. |